# José Soriano
José Eusebio Soriano Barco (Chiclayo, 17 aprile 1917 – Buenos Aires, 22 marzo 2011) è stato un calciatore peruviano, di ruolo portiere.

## Biografia
Nato a Chiclayo, nella regione di Lambayeque, si dedicò al calcio inizialmente per puro diletto, affiancandolo al suo lavoro di agronomo (era specializzato nella coltivazione della canna da zucchero). Ancora calciatore, partecipò ai primi movimenti sindacali del calcio argentino (cui prese parte dal 1946), e in seguito fu dirigente del sindacato stesso, il Futbolistas Argentinos Agremiados. Si trasferì, dopo il ritiro, a Buenos Aires, ove morì al Sanatorio de la Trinidad, nel quartiere di Palermo.

## Caratteristiche tecniche
Portiere dotato d'imponente statura (tanto che aveva iniziato come cestista), aveva riflessi pronti ed era capace di buone parate in tuffo. Tra le sue doti principali vi era anche un affinato senso della posizione; fu un precursore delle uscite, che alla sua epoca erano poco frequenti.

## Carriera

### Club
Soriano giocò, per i primi anni, nell'Alfonso Ugarte, una squadra di Trujillo. Nonostante non militasse in prima divisione, il commissario tecnico della Nazionale peruviana lo convocò per Uruguay 1942 dopo averlo visto durante un'amichevole. Questo gli procurò una notorietà a livello internazionale che si rifletté sulla sua carriera: si trasferì al Banfield, in Argentina, e vi giocò due stagioni (1943 e 1943). Il presidente del River Plate Antonio Liberti lo acquistò per 100.000 pesos, trattando direttamente con il presidente del Banfield Florencio Sola; Soriano accettò il trasferimento, facendo però introdurre nel contratto una clausola che prevedeva che negli incontri tra Banfield e River Plate non fosse schierato. Giunto al club di Núñez, divenne il portiere titolare de La Máquina, la formazione del River che ebbe successo negli anni 1940. Divenuto capitano della squadra, si fece notare per il suo comportamento corretto che gli valse il soprannome di Caballero del arco (il cavaliere della porta) o Caballero del deporte (il cavaliere dello sport). Nel 1945 vinse il campionato nazionale; nel 1946 fu ceduto, perché aveva ospitato a casa sua una riunione di capitani di varie squadre di prima e seconda divisione, che avrebbero poi formato il sindacato dei calciatori; passò dunque all'Atlanta, seguendo il suo ex compagno del River Adolfo Pedernera, e vi rimase per due mesi, prendendo parte a una stagione negativa, che si concluse con la retrocessione dei giallo-blu.

### Nazionale
Fu convocato in Nazionale dal CT Ángel Fernández per il Sudamericano del 1942: in tale competizione giocò una sola gara, contro l'Argentina, in cui subì 3 gol; per il resto del torneo l'estremo difensore del Perù fu Juan Honores.

## Palmarès

### Club

#### Competizioni nazionali
- Campionato argentino: 1

River Plate: 1945